# Take Your Time
Take Your Time este al treilea și ultimul album al lui Scatman John, lansat cu șase luni înainte de decesul lui din 3 decembrie. A fost capabil să lanseze albumul chiar dacă a suferit de cancer la plămâni în marea parte a timpului petrecut la înregistrări. Au fost patru single-uri lansate. Scatmambo, care a fost folosit în filmul german Love Scenes from Planet Earth. The Chickadee Song b/w Take Your Time au fost lansate în Japonia pe partea A. Take Your Time a avut în țările europene 6 melodii apoi, după moartea sa, încă patru cu o imagine memorială pe copertă. Ichi Ni San... Go! a fost de asemenea lansat în Europa, și a fost popular în Germania.  

## Melodii
1. „Take Your Time”  – 3:46
2. „Scatman's Dance”  – 3:23
3. „The Chickadee Song”  – 3:21
4. „"Take Me Away”  – 3:52
5. „Scat Me If You Can”  – 3:58
6. „I Love Samba”  – 3:42
7. „Sorry Seems to Be the Hardest Word”  – 4:56
8. „Ichi Ni San... Go!”  – 4:14
9. „Dream Again”  – 3:53
10. „Everyday”  – 3:41
11. „Night Train”  – 3:16
12. „Scatmambo”  – 3:08